# Kaffeesahne

Kaffeesahne wird in einen Kaffee gegeben.

Kaffeesahne, Kaffeerahm bzw. österr. Kaffeeobers (selten Crème bzw. Creme) ist ein Milchprodukt, das vorwiegend zum Weißen von Kaffee oder Tee genutzt wird. Sie ist ungesüßt und muss mindestens 10 % Fett enthalten. Üblich sind die Fettstufen 10 %, 12 % und 15 %. Die verschiedenen Stufen werden durch das Vermischen von Magermilch und der entsprechenden Menge Süßrahm erreicht. Sie wird pasteurisiert oder ultrahocherhitzt, um länger haltbar zu sein.
Durch ihren geringeren Fettgehalt eignet sich Kaffeesahne durchaus als ernährungsbewusster Ersatz für Sahne in Saucen oder Gerichten. Sie kann allerdings – anders als Sahne – nicht steif geschlagen werden. Für Menschen mit einer Milchzuckerunverträglichkeit werden auch laktosefreie Varianten produziert.